# The Line (沙烏地阿拉伯)
The Line（羅馬化：Ḏā Lāīn；英文全稱大寫為THE LINE）是沙特阿拉伯正在規劃的一座智慧線形城市，位於沙特阿拉伯塔布克省新未來城內。該城市設計為一座超長建築結構，全長170公里、高500米、寬200米，預計可容納900萬人口，相當於沙特2022年全國人口（3550萬）的25%。 城市外牆將完全覆蓋玻璃鏡面，並以「無汽車、無道路、零碳排放」為核心目標，居民可在五分鐘步行範圍內獲取所有基本服務。
該計劃於2021年由沙特王儲穆罕默德·本·薩勒曼宣布，作為「沙特阿拉伯2030年願景」經濟改革計劃的一部分，原定於2030年完成5公里的核心區段，並在2045年實現全線170公里的建設目標。 然而，2024年媒體報導指項目面臨嚴重延誤與成本超支，首階段長度可能縮減至2.4公里，且完工時間或推遲至2034年。 另有內部文件顯示，若按現狀推進，全線完工恐延至2080年，總成本估算達8.8萬億美元，但沙特官方否認此說法並強調計劃不變。
截至2024年，沙特政府已投入500億美元，但項目仍面臨資金短缺、國際投資不足及人口吸引力等挑戰。城市規劃為新未來城五大區域之一，目標創造38萬個就業機會並為國內生產總值（GDP）貢獻480億美元。

## 歷史
2021年1月10日，沙特阿拉伯王储穆罕默德·本·薩勒曼在國家電視臺播出的演講中宣布了The Line的計畫。
2022年9月，有消息称中国建筑、西班牙營建集團和沙特SAJCO公司组成的联合体中标了“THE LINE”的沙特阿拉伯交通隧道项目（山区部分二、三标段项目）施工总承包合同。该项目包括两条并行的高速客运铁路隧道和重型货运铁路隧道，单线长度为15.75公里，是沙特最大的交通运输和公用基础设施项目。消息显示该合同额约為24.7亿美元，由中建股份、西班牙FCC公司和沙特SAJCO公司组成的联合体与沙特主权基金PIF项下全资拥有的新未來城公司（NEOM Company）签订。

## 外部連結
- 官方网站（英文）
- 官方网站（简体中文）
- YouTube上的NEOM | THE LINE - New Wonders for the World（英文）